# Nicholas Ammeter
Nicholas Liam Ammeter (* 11. Dezember 2000 in New York City, New York, Vereinigte Staaten) ist ein schweizerisch-US-amerikanischer Fussballtorhüter.

## Persönliches
Ammeter wurde in der US-amerikanischen Metropole New York City geboren, wo sein Vater drei Jahre lang arbeitete. Danach zog die Familie zurück in die Schweiz. Ammeter wuchs im Aarauer Zelgli-Quartier auf und bezeichnet den langjährigen FC-Aarau-Torhüter Ivan Benito als seinen Jugendhelden.

## Karriere

### Verein
Ammeter wurde beim FC Aarau ausgebildet, bevor er auch in der Nachwuchsauswahl des Kantons Aargau Team Aargau zum Einsatz kam. Im Frühjahr 2018 spielte er zweimal für die U-21-Mannschaft des Team Aargau in der fünftklassigen 2. Liga interregional. Im Sommer 2018 wurde er an den FC Baden verliehen. In Baden fungierte er als Stammtorhüter und absolvierte sämtliche 26 Spiele in der viertklassigen 1. Liga. In den folgenden Play-offs um den Aufstieg verlor die Mannschaft in der Finalrunde gegen den FC Black Stars Basel. Nach Leihende kehrte er nach Aarau zurück und gab am 20. Juli 2019, dem 1. Spieltag, beim 1:1-Remis gegen den FC Winterthur sein Debüt für den FC Aarau in der Challenge League. Bis Saisonende verpasste er kein Ligaspiel des FCA und kam so auf 36 Partien in der zweithöchsten Schweizer Spielklasse. Nachdem Ammeter zur folgenden Saison 2020/21 seinen Stammplatz im Tor an Simon Enzler verloren hatte und nicht mehr zum Einsatz gekommen war, schloss er sich im November 2021 auf Leihbasis dem BSC Young Boys an. Im Dezember 2021 debütierte er beim 4:3-Sieg gegen den FC Sion für den Schweizer Meister in der Super League, als er kurz vor Spielende für Guillaume Faivre eingewechselt wurde. Dies blieb sein vorerst letzter Einsatz für den BSC Young Boys, da die Leihe am 31. Dezember 2021 endete und Ammeter zum FC Aarau zurückkehrte.
Seit 2022 trägt er das Trikot des FC Wil. Im Februar 2023 debütierte Ammeter in der Liga für den FC Wil auswärts gegen Stade Lausanne-Ouchy, nachdem am Tag zuvor Stammgoalie Marvin Keller den Verein verlassen hatte. Nach einer langen Zeit als Stammtorhüter gab der FC Wil im Februar 2024 bekannt, dass Ammeter den Verein verlassen wird. Der Verein wurde in der Mitteilung «aufgrund von administrativen Auflagen beim neuen Verein» noch nicht bekannt gegeben. Im März 2024 wurde öffentlich bekannt, dass Ammeter zum US-amerikanischen Franchise Las Vegas Lights wechselt.

### Nationalmannschaft
Ammeter spielte zwischen 2015 und 2016 dreimal für die Schweizer U-16-Auswahl. 2017 kam er einmal für die U-17-Nationalmannschaft zum Einsatz und 2019 bestritt er eine Partie für die U-20-Nationalmannschaft. Im Sommer 2023 wurde Ammeter für die U-21 Europameisterschaft aufgeboten.